# 十二羟基环己烷
十二羟基环己烷是一種有機化合物，分子式為C6(OH)12。它是一種以環己烷為骨架，外加六重偕二元醇的分子，它更可被視為環己六酮的六重水合物。

## 二水合物
十二羟基环己烷的二水合物 C6O12H12·2H2O 可以从甲醇中结晶为无色板状或棱镜状晶体，于100 °C左右分解。

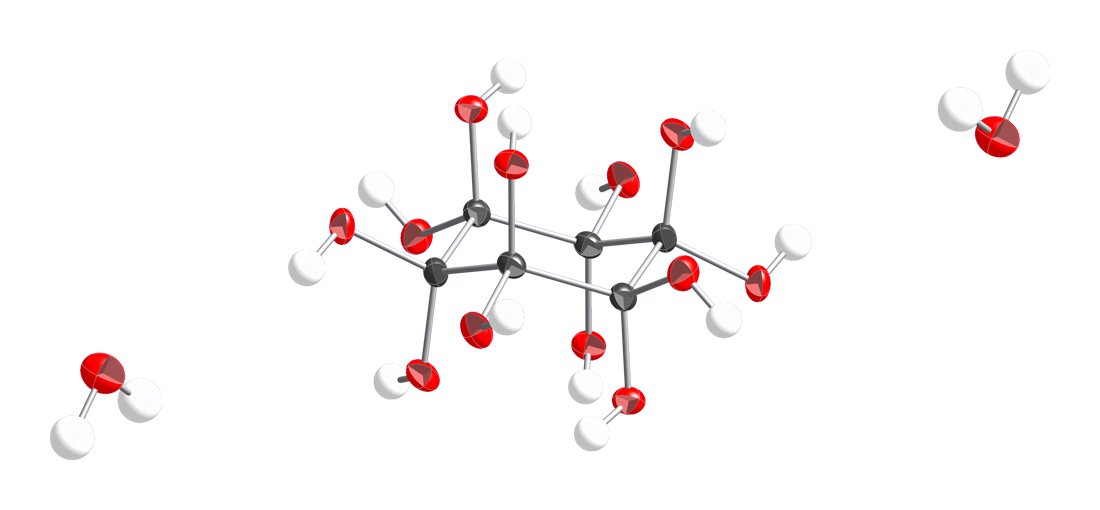
二水合十二羟基环己烷的结构

这种化合物由J. Lerch 于 1862 合成，他的合成方法是用苯六酚，化学式 C6(OH)6 或四羟基对苯醌，化学式 C6(OH)4O2 的氧化而成。1885年，这种化合物由R. Nietzki和其他人表征， 尽管很长一段时间以来该产物被认为是带有结晶水的环己六酮 (C6O6·8H2O)。
确实，该物质的产品仍然普遍以八水合环己六酮或其它类似名字命名。自1950年代或更早以来就一直怀疑它的真实性质，  但在2005年，它的结构在X射线衍射分析中得到证实。